# Nokia N95
Nokia N95 är en smartphone från Nokia. Telefonen ingår i Nokias Nseries.

## Historia
Telefonen släpptes i mars 2007. Den bygger på S60-plattformen och körs på Symbian OS (v9.2).
Nokia har marknadsfört telefonen med sloganen "It's what computers have become."

## Egenskaper

### Integrerat GPS-system
Telefonen innehåller en integrerad GPS-mottagare samt mjukvara för navigering. I ett senare skede har stöd för A-GPS lagts till. Lägg dock märke till att position angivs DD,DD och inte DDMMSS,SSS. Båda sätt att skriva ut positionen är korrekt enligt den internationella standarden ISO 6709-198, men den sista är vanligast

### Bildhantering
Telefonen har en inbyggd 5-megapixelkamera (2592 x 1944) med Carl Zeiss-optik, autofokus, fotolampa och en digital zoom.

### Multimedia
Telefonen är också en musikspelare med stöd för bland annat MP3, WMA och RealAudio. Bluetooth och IR är också standard. 

### Internet
Telefonen kan anslutas till trådlöst nät 802.11 b/g (WLAN) när de finns tillgängliga.